# Control social
El control social, és un conjunt de pràctiques, actituds, regulacions i normes (explícites o no) establertes dins la societat amb l'objectiu de mantenir l'organització d'aquesta: l'ordre social establert. El control social, per tant, té com a objectiu aconseguir la conformitat dels individus i grups socials envers l'orde social. Són aquestes conductes que eviten, o intenten evitar, la desviació i la marginació.
La vida en societat fa imprescindible que es desenvolupin mecanismes que garanteixin que els membres del grup es comportaran segons els valors i les normes establertes. El control social sempre ha estat associat a la reacció d'una determinada societat davant una conducta desviada. Aquestes reaccions o mecanismes poden presentar-se de maneres diverses. D'una banda, Poden aparèixer de forma informal, per exemple els prejudicis, els valors, les creences, les tradicions, etc. En altres paraules, normes no explícites socialment acceptades que desanimen als individus a desviar-se dels comportaments previsibles. D'altra banda, poden manifestar-se de manera més explícita, com podria ser l'ús de la violència o la força, sancions legals o penals (per exemple, multa o inclús la sanció per pena de mort); aquestes formes més explícites son mecanismes coactius o coercitius. No obstant això, aquest no només va dirigit a perseguir aquells individus que han comès alguna infracció de les normes, sinó que també vetlla perquè la totalitat dels membres d'un col·lectiu es mantingui dins d'uns determinats paràmetres de comportament. Arran de la progressiva complexitat de les societats modernes, aquests mecanismes han progressat i s'han sofisticat amb el pas del temps.

## Definició[2]
El control social són totes aquelles normes, mecanismes i regulacions que la societat desenvolupa a través de diferents agents, instruments o mecanismes per garantir l'acceptació i el compliment de les normes o pautes de conducta socialment acceptades (les conductes esperades). Malgrat que en el control social es pot realitzar per mitjans coactius; els mecanismes més efectius fan referència a formes no específicament coactives, com els prejudicis, els valors i les creences. La seva essència està constituïda per la socialització, la integració i la pressió que el grup exerceix sobre els seus integrants, tant si són individus com col·lectius. Trobem, per tant, dos subjectes:

### Subjecte actiu
S'entén per subjecte actiu l'individu o col·lectiu que exerceix la pressió o control sobre un altre/s. A les entitats que exerceixen el control social se'ls denomina òrgans de control social i es defineixen com aquelles societats, col·lectius o vincles socials capaços de produir i aplicar les diverses tipologies de control social. Són exemple de subjectes actius del control social la família, l'estat, l'Església, els partits polítics o els mitjans de comunicació, entre d'altres.

### Subjecte passiu
Per subjecte passiu s'entén aquell individu o grup que rep la pressió perquè adapti la seva conducta a unes normes socials establertes i predeterminades. Quan l'individu o grup social interioritza els comportaments socials acceptats, desenvolupa l'autocontrol. Així doncs, en l'autocontrol el mateix individu regula la seva conducta d'acord amb les normes que ha adquirit com a seves a partir de l'efectivitat del control social.

## Història del terme[2]
El concepte de Control Social, no va rebre nom fins a l'any 1894 a la Universitat Stanford pel sociòleg nord-americà Edward Ross. Aquest, el va encunyar com a categoria enfocada als problemes d'ordre i organització social en la recerca d'una estabilitat social integradora que fos el resultat de l'acceptació de valors uniformadors d'un conglomerat humà, heterogeni ètnicament i cultural. Tot i això, sociòlegs com Émile Durkheim ja van teoritzar i treballar el control social de forma abstracta abans.
La posterior evolució del terme està associada al desenvolupament de la sociologia nord-americana i, específicament, a la influència de l'Escola de Chicago. Sociòlegs com George H. Mead, John Dewey, Peter Berger, Ernest Burgess, Clifford R. Shaw, entre d'altres. En aquest context el terme 'control social' fa referència als processos d'interacció com a base de la comunicació social.

## Funcionament del control social

### Objectius
Com s'ha mencionat anteriorment, el control social pretén aconseguir la conformitat dels individus envers les normes socials establertes. Els humans, a diferència d'animals com les abelles o les formigues, no naixem amb característiques biològiques que conformen un ordre espontani dins de les comunitats. Per contra, els éssers humans som socials, tenim una necessitat innata de socialitzar amb altres individus i en néixer no existeix cap pauta biològica que determini el comportament específic en cada situació.
Per aquesta raó, el repetiment de conductes i d'interaccions estableixen el que és esperable que facin els individus en reacció a una situació concreta. L'homogeneïtat de les actituds i comportaments evita conflictes o desorganització social. Es podria dir, que el que vulgarment és considerant com "normal" són els comportaments socials acceptats, els que estan consensuats a partir de la repetició. Per exemple, està socialment acceptat el matrimoni, ja que està vist com a "normal" el fet de participar en la institució social; casar-te és una conducta esperable en els individus i, a més, està recompensada amb un sentiment col·lectiu de suport. En canvi, una persona soltera que no ha format una família es tradueix en un comportament "estrany" i no sol rebre suport, representa un desviament de la conducta esperada. Així doncs, intentar corregir aquests comportaments desviats del previsible i enfocar-los a la conformitat és feina del control social. Cal tenir en compte que les normes socials van canviant durant el pas del temps.

### Mecanismes de control social
Per tal que el control social sigui efectiu, la societat mateixa desenvolupa certs mecanismes per impedir la desviació. El control social disposa de nombrosos mitjans o sistemes normatius com la religió, la moral, els costums, la teràpia psicològica, el dret civil, etc.; de diverses institucions socials portadores d'aquest com la família, l'església, l'escola, els partits polítics i els sindicats, els tribunals, etc. Els mecanismes de control social vindrien a establir una de les parts primordials de retroalimentació del sistema social per mantenir el seu equilibri. Així mateix constituiria la part conservadora de la societat oposant-se a la reforma i al canvi social. El control social origina sancions des del grup més petit fins a la societat nacional i/o internacional. Se serveix de mecanismes que poden ser des de la funció aculturadora que exerceixen els altres significats des que naixem, fins a l'ordre social, la interiorització de les normes més bàsiques, la guerra, la presó, etc. Aquests mecanismes es manifesten en tres estratègies: la socialització, la prevenció (pressió de grup) i la repressió.

#### Socialització[4]
La socialització es tracta del procés d'interacció entre l'individu i la societat en el qual aquest rep els valors i les normes socials. Comença en el primer moment de contacte amb el grup més pròxim, la família. En el contacte amb aquesta i, posteriorment, amb l'escola els individus comencen a rebre inputs del comportament que és esperat d'ells. Per exemple, quan un nen petit menja amb les mans i els pares li ensenyen que no és un comportament adequat. Aquest procés, Peter L. Berger i Thomas Luckmann l'anomena socialització primària, i està caracteritzada per la interiorització de les normes o conductes en el grup familiar, en l'escola com a institució i en el grup d'iguals (el grup d'amics). Seguidament, comença la socialització secundària, la qual està marcada pel contacte amb entorns més generals de la societat. Els agents socials fora de la família i del grup d'amics, com podria ser la universitat o el lloc de treball nodreixen a l'individu dels valors i les conductes que s'han de seguir per tal d'expressar un comportament adequat en la societat. Així doncs, els agents socials imposen formes de control social a partir de la transmissió d'aquest valor i normes. L'esquema resumeix el concepte.
Esquema 1:
| Procés:                  | Agents socials:                                                  | Els individus interioritzen quins són els comportaments socialment acceptats (les normes socials) |
| Socialització primària   | Família Escola Grup d'iguals                                     | Els individus interioritzen quins són els comportaments socialment acceptats (les normes socials) |
| Socialització secundària | Universitat Entorn de treball Associacions Sindicats Clubs d'oci | Els individus interioritzen quins són els comportaments socialment acceptats (les normes socials) |

#### Prevenció o pressió grupal
La prevenció o pressió de grup és una força externa a l'individu que busca recompensar la conformitat i desanima la desviació. Per tant, a través de diferents vies (com l'educació, la propaganda, la publicitat, les campanyes públiques, etc.) s'evita, o s'intenta, que els individus no desenvolupin certes conductes no afins a les conductes socials acceptades. És una força externa molt poderosa, ja que juga amb la marginació social. Per exemplificar-ho, un cas molt simple és el que pateix una persona la qual no vol o no pot seguir el ritme d'estudi dels seus companys en un entorn educatiu. Aquesta persona no serà tractada com les altres, sinó que els professors i els altres alumnes la tractaran mandrosa, no aplicada o en casos extrems com a insuficient intel·lectualment. Això comportarà a la persona sancions informals i en menys mesures formals (conceptes explicats en el següent apartat) com per exemple comentaris, mirades o inclús l'exclusió d'activitats recreatives. En conseqüència, aquestes accions desanimen als alumnes a seguir el ritme d'estudi i "no quedar-se enrere".

#### Repressió
La repressió és l'expressió més formal del control social. Sol estar caracteritzada per l'ús de les amenaces amb sancions materials, força i incús la violència. La repressió està monopolitzada majoritàriament per autoritats o institucions com l'Estat, la policia, el sistema judicial etc. Un exemple molt clar és el no pagament dels impostos, no seguir la norma comporta sancions monetàries en forma de multes, classificació de la persona com a morosa o inclús sancions penals. Un altre exemple on s'exemplifica més la violència, seria l'ús de la força policial per reprimir una revolta que va en contra de les normes establertes, com podria ser un desnonament. Aquesta expressió del control social, rarament apareix si les altres dues han estat efectives. Retornant a l'exemple, si la persona que no paga impostos s'hagués conformat amb la norma en la socialització, mai hauria pagat cap multa per morosa. Igualment, encara que la persona s' hagués conformat amb el pagament d'impostos, si s'hagués sucumbit a la pressió social com ara altres individus fent males cares, comentaris o sermons de "perquè ha de pagar impostos", l'Estat no hauria d'haver tramitat cap multa.

En definitiva, les expressions més important són la socialització i la prevenció; una bona educació en tots els aspectes fa que previnguem i evitem al mateix temps la repressió. Aquestes tres expressions del control social és classifiquen també de diverses maneres: control social formal, control social informal i autocontrol.

#### Pràctiques formals
Les pràctiques formals de control social fan referència a regulacions socialment acceptades i també a la coacció exercida pel mateix individu sobre si mateix. En aquest sentit, les regulacions més clarament visibles respecte a la idea de control social són aquelles que s'expressen a través de lleis, estatuts i regulacions formals d'obligat compliment per tots els membres d'una societat. Aquesta tipologia de control social també pot estar relacionada amb determinats interessos polítics i l'anul·lació de les expressions polítiques de diversos grups. Aquí alguns exemples:
- Sancions i penalitzacions econòmiques. Poden ser amenaces explícites (normalment regulades mitjançant lleis) o implícites (si no et comportes adequadament, et poden acomiadar de la feina).
- Violència física.[5] És el mecanisme de control social més antic de tots. Tots els estats compten amb uns cossos de seguretat com la policia que, en condicions extremes de desobediència, estan autoritzats a intervenir utilitzant la força. Quan la força és exercida per l'Estat, es converteix en un mecanisme legítim. Malgrat tot, sovint es tracta d'un últim recurs, donat el coneixement que tots els ciutadans tenen d'aquests mecanismes dissuasius en possessió de l'Estat.[4]
- Pena de mort. La pena de mort és el mecanisme de control més extrem, que deriva de la violència. Els individus encarregats d'executar la pena de mort, ja siguin jutges, funcionaris o botxins, són considerats socialment lliures de la responsabilitat moral de l'execució.

Un control social políticament acceptat és l'exercit per l'Estat en funció de la tasca que la societat li ha encomanat de mantenir l'ordre públic. Així el sociòleg alemany Max Weber definia l'Estat com el monopoli de la violència. Un monopoli producte d'un procés de la legitimació social per a la defensa del bé comú de la totalitat de la població.

#### Pràctiques informals
Les pràctiques informals de control social són aquelles que no necessiten ser explicitades, quan objectivament no existeix coercibilitat, i sovint són més efectives que alguns mètodes formals. Equivalen a formes de control social mediat i són la manipulació ciutadana a partir de l'economia, de la religió, l'educació, etc.. és a dir, amb base en les institucions i els mitjans de difusió que modelen l'opinió pública, com les institucions religioses, les jerarquies socials, els mitjans de comunicació, la publicitat o les normes morals. En algunes ocasions, aquestes normes implícites de control social poden no ser del tot ètiques, sobretot quan es tracta de certs missatges publicitaris. Alguns exemples són els següents: 
- Oprobi i ostracisme. L'oprobi i l'ostracisme consisteixen en la separació i exclusió de la comunitat com a càstig, com a privació de l'àmbit social. Paradigmàticament, aquest mecanisme de control és el preferit dels abanderats de la no violència. Tanmateix, resulta un dels més devastadors.[4]
- Desconfiança i odi. Dins de petits grups, com el familiar, pot funcionar un tipus de control lluny dels valors comuns, és a dir, fora de l'estructura normativa. Segons C. W. Mills, aquest és el cas de la desconfiança i l'odi que, en petits cercles propers, poden funcionar amb molta força.[7]

#### Autocontrol
L'autocontrol és el tipus de control social que s'exerceix des de l'individu i és aquí on institucions com la família i la religió tenen un pes especial. Aquestes normes autoimposades de control social tenen a veure amb la censura de determinades actituds i pensaments i, en casos extrems, poden tenir com a resultat el desenvolupament de personalitats excessivament repressores i autocensurants. Aquest tipus de control social és molt visible dins un grup de persones: la minoria tendeix a acabar pensant com la majoria per tal de ser acceptats. La ridiculització, la murmuració, la desaprovació i el menyspreu són dels mecanismes més eficaços perquè dissuadeixen els membres de la societat de la desviació social. El 'què diran' és una arma molt poderosa. Aquests quatre mecanismes funcionen d'una forma molt potent i subtil en els anomenats “grups primaris”, és a dir, aquells grups on tothom es coneix molt bé i on existeixen forts lligams basats en la lleialtat: 
- Ridiculització i murmuració. Encara que lluny de la violència física, però molt establerts en les societats primàries, aquests potents instruments de control social s'estableixen des dels primers anys de vida. Generen una contenció, a causa de la por al ridícul, molt efectiva. Aquests instruments de control depenen de les persones que tenen accés als canals d'informació, fent-ne una manipulació deliberada.[4]
- Moral, costums i bona educació. Immoralitat, excentricitat i mala educació són castigats i actuen com a mecanisme de control.[4]

#### Coacció manipuladora
Hi ha un tipus de control social que opera sense el domini o sanció de la raó o la consciència de la persona que obeeix. Segons C. W. Mills, la coacció de l'autoritat no només funciona justificada en el sistema de valors en una obediència voluntària, sinó també de forma manipuladora, sense que l'individu se n'adoni.

### Com afecta el control social al individu
Per explicar com afecta a l'individu el control social, Peter L. Berger utilitza el concepte de Sistema de Cercles Concèntrics de Control. Cada individu està ubicat socialment dins un sistema de control social que va des dels més exteriors i generals als més interiors i íntims.
En el llibre "Invitació a la sociologia" Berger explica el funcionament dels cercles a través de la força que aquests exerceixen en l'individu. La seva teoria es desenvolupa a partir de l'individu, en una esfera que Berger considera la més íntima, els sociòlegs alemanys van definir com "l'esfera de la intimitat", és a dir, la construïda biogràficament com identitària i d'autodefinició. En segon lloc, descriu el cercle més íntim: els amics i la família. Aquest cercle de control està marcat per una forta lleialtat cap l'entorn que genera els mecanismes de control social. En ser l'entorn més pròxim i desenvolupar-se principalment a la socialització primària, el control és molt directe i constant. Per a Berger, aquestes dues primeres esferes o cercles suposen un dels més poderosos cercles de control social, juntament amb el cercle de la família i dels amics personals, és a dir, de la vida privada.
Seguidament, trobem el cercle de control social dels clubs i associacions d'oci. Aquests podrien ser clubs d'escacs, esportius, clubs literaris, etc. La tercera esfera, per tant, és la primera que es considera fora de la vida privada, però en ser aquests clubs d'elecció voluntària, tenen una connexió i identificació personal igualment personal. El control social que exerceixen aquests clubs presenta les primeres pràctiques formals, ja que en molts casos solen tenir regles, normes, comportaments establerts o conductes per tal de pertany-hi. El quart cercle, Berger el considera el món del treball, és a dir, el món de les empreses, els sindicats, els gremis, etc. Aquests són ambients més generals, més aliens a l'individu. El cercle ocupacional, molt important perquè determina la resta d'àmbits a causa de la rellevància que pren el treball en les societats modernes. Si l'individu decideix trencar o desviar-se d'aquest cercle i el control social no és eficaç, les conseqüències poden ràpidament portar a la marginació social i la difícil reconnexió amb la societat. Més allunyat de l'individu, trobem el cinquè cercle, el de la moral, els costums i la bona educació. Aquest és molt més general que els anteriors, es caracteritza, segons Berger, per les relacions més impersonals, els comportaments socials en entorns no vinculants per l'individu i és més coactiu. L'aïllament social es pot donar tant de manera formal com informal, són casos de judicis morals o trencament amb les tradicions.

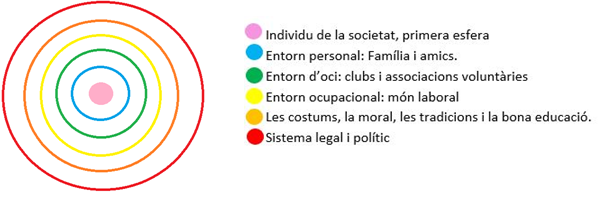
Cercles concèntrics de Control Social (Peter L. Berger)

Finalment, el cercle més allunyat de l'individu, el més perifèric i impersonal, corresponen al sistema legal i polític. Aquest sistema de control social és el més formal i repressiu de tots, en cap moment ha estat escollit pels individus, és imposat. Podrien ser exemples l'educació obligatòria, el servei militar obligatori, el pagament d'impostos, etc. Comporta, com ja s'ha explicat en l'apartat de repressió, sancions materials (legals o penals).
El diagrama exposat a la dreta, dissenyat pel sociòleg espanyol Juan Gonzalez Anleo a partir del llibre "Invitació a la sociologia", exemplifica la teoria de Berger. Aquesta representació gràfica, composta per cercles concèntrics amb les seves forces, que imposen i coaccionen, ajuda a comprendre la localització personal de cada individu i la necessitat de complaure'ls tots, la qual connecta amb la seva localització en l'estratificació social.
Com es pot veure en la dinàmica dels cercles, van de més llunyà a l'individu, a més proper i personal. De la mateixa manera els mecanismes oscil·len entre formals en els cercles perifèrics i majoritàriament informals en "l'esfera d'intimitat". Aquesta relació entre la llunyania de l'individu de les esferes de control i els mecanismes de control social que aquestes exerceixen, responen a la categoria de distància del sociòleg Georg Simmel. Simmel teoritza sobre la societat com un conjunt confeccionat a partir de relacions entre els individus i defineix aquestes relacions a partir de diferents categories, les quals donen forma a les relacions entre les persones. Una d'aquestes categories és la distància social.
La distancia social és definida per Simmel, en el seu llibre "El extranjero", on exposa dos tipus de relacions, les primàries i les secundàries. Les primàries fan referència a les societals o comunitàries. Aquestes prenen un rang proper, on l'individu no sent una distància desmesurada amb els altres, i per tant, no hi ha un anonimat. D'altra banda, les secundàries impliquen relacions impersonals, les quals deriven d'una distància elevada i comporten el desentès de l'individu de la consciència d'aquesta relació.Així doncs, els cercles de Berger funcionen a partir d'aquesta distància social que explica Simmel. Com més personals i més identificació senti l'individu amb els agents socials que perpetuen el control social, més disposició d'aquest a ser condicionat i arribar a la conformitat. En canvi, com més llunyana és la relació entre l'individu i l'agent social, la identificació personal és menor. És per tant lògic que l'individu se senti menys disposat a seguir el control social, i per aquesta raó, els mecanismes dels cercles més perifèrics, són més explícits i formals. Així doncs, els cercles oscil·len de relacions de poca distància on és possible el consens per arribar a la conformitat i evita la desviació, fins a relacions de gran distància social on la desviació ha de ser corregida a partir de mecanismes coactius.

## Normes de control social: característiques i tipologies
El control social es duu a terme gràcies a una sèrie de normes. Cal que aquestes normes acompleixin dos requisits
fonamentals: que siguin relatives i que tinguin un cert grau d'acceptació. Per una banda, les normes del control social han de ser relatives perquè s'han de poder adequar a les canviants circumstàncies de la societat a la qual s'apliquen. Per una altra, cal que els integrants d'una societat se sentin amb l'obligació de respectar les normes: és del tot imprescindible generar el convenciment que aquestes normes mereixen ser acatades sense que intervingui cap mena de coacció, amenaça o sanció. Però per arribar a aquesta acceptació voluntària de les normes cal un alt grau de legitimitat tant pel que fa a l'autoritat que dicta la norma com pel contingut d'aquesta. Entre les moltes normes existents en podem destacar les següents categories: prescriptives, sancionadores, uniformadores.

### Normes prescriptives
Quan s'estableixen normes de caràcter obligatori per als membres d'un col·lectiu. Amb aquest tipus de normatives es busca regular el comportament dels individus per tal que compleixin amb les obligacions imposades.

#### Normes sancionadores
Quan es produeix un incompliment de les normes socials, els transgressors han de ser sancionats. Aquesta sanció dependrà de la consideració que tingui la norma contravinguda dins de les diferents tipologies de normes de control social.

#### Normes uniformadores
Com ja hem comentat repetidament, l'objectiu finalista del control social no és altre que el d'aconseguir que la conducta dels individus s'adeqüi a les normes establertes i s'uniformitzi amb la conducta col·lectiva. Evidentment, seria utòpic pensar que tots els membres de la societat actuaran conforme a les regles, però, per contra, és del tot necessari que la majoria dels individus acatin aquestes normes. Si aquest efecte no s'aconsegueix i la majoria es desvia de les normes vigents ens trobem davant d'una situació anàrquica que els sociòlegs han anomenat anomia. Segons Durkheim, aquesta situació implica una ruptura entre les parts components del tot social a causa del relaxament de l'ordre. Com més sigui el relaxament de l'ordre social, major serà la situació d'anomia. Si el grau d'incompliment de les normes socials per part dels seus integrants arriba a una situació greu, només s'aconseguirà la recuperació de l'ordre social a través d'un canvi profund de les seves estructures.